# Роберт Борн (політик)
Роберт Борн (англ. Robert Bourne, 15 липня 1888 — 7 серпня 1938) — британський академічний веслувальник.
Срібний призер Олімпійських Ігор 1912 року в складі вісімки.